# 瓦莱塔
瓦莱塔（英語： /vəˈlɛtə/；馬爾他語： 馬爾他語發音：[vɐlˈlɛt.tɐ]）是马耳他的首都，位于马耳他岛的东南部，西面是马尔萨姆谢特港，东面是格兰德港，2014年人口为6,444人。但其周边的大都会区人口为393,938人。瓦莱塔是欧洲最南端的首都之一（仅次于塞浦路斯首都尼科西亚），面积为0.61平方公里，是欧盟最小的首都。
瓦莱塔的主要建筑由医院骑士团在16世纪建造，这座城市以骑士团团长让·帕里索·德·瓦莱特的名字命名，以纪念在马耳他大围攻期间成功从奥斯曼帝国手中保护了这座岛。瓦莱塔整体是巴洛克式建筑风格，另外也有风格主义、新古典主义、现代主义建筑的元素。这座城市在二战中饱受摧残，特别是皇家歌剧院被炸成了废墟。这座城市在1980年被联合国教科文组织列为世界遗产。
瓦莱塔的防御工事是一个亮点，另外也有巴洛克式的宫殿、花园和美丽的教堂。

## 歷史
瓦莱塔所在的半岛在阿拉伯统治时期被称为Xagħret Mewwija或者Ħal Newwija，其中Newwija意思是避风港。半岛的末端被称为Xebb ir-Ras，名字来源于当地矗立的灯塔。拥有这块土地的家族叫做Sceberras，同时半岛也被改称为Sciberras，现在马耳他人有一个姓氏Sciberras。

### 医院骑士团时期
1488年，半岛上唯一的建筑是献给圣埃尔莫的瞭望塔。1552年，瞭望台被拆除，开始兴建圣埃尔莫要塞。
在1565年的马耳他大围攻中，圣埃尔莫要塞被奥斯曼帝国攻占，不过骑士团还是在西西里援军的支持下取得最终的战役胜利。获胜之后，骑士团大教长让·德·瓦莱特立即开始着手在Sceberras半岛上面建造一座新的要塞城市，来巩固骑士团在马耳他岛上的防御阵地，这座城市最终以他的名字命名。
瓦莱特大教长向当时欧洲各国君主请求资助，因为在马耳他之围后医院骑士团的声名日盛，因此得到的帮助还是相当可观的。时任教皇庇护五世专程派他的建筑师弗朗切斯科·拉帕雷利来帮助设计新城市，而西班牙的腓力二世则提供了大量的资金援助。这座城市的基石于1566年3月28日通过瓦莱特团长奠基。基石所在的位置后来成为了瓦莱塔胜利圣母教堂。
在贾科莫·博西奥的著作中提到，在基石被安置完成后，一群马耳他长老说：Iegi zimen en fel wardia col sceber raba iesue uquie，即“总有一天，西贝拉斯山上的每一块土地都将值其重量的黄金。”
瓦莱特在1568年8月21日因中风病逝，没能看到他的城市彻底完工。他最终被安葬在胜利圣母教堂，但后来转移到了圣若望大教堂内，与骑士团的其他大教长合葬在一起。
拉帕雷利的设计颠覆了马耳他原来的中世纪风格，而是采用矩形网格来进行设计。大街从城门中央开始，延伸到圣埃尔莫要塞。他的助手吉罗拉莫·卡塞尔在1570年拉帕雷利去世后继续监督这座城市的建设。
瓦莱塔大部分地区在16世纪70年代初期完成，并在1571年3月18日确认为马耳他的首都。同时，当时的骑士团大教长皮埃尔·德·蒙特从比尔古的圣安杰洛要塞搬到瓦莱塔的大教长宫。
医院骑士团当时根据使用的语言有分不同的部门（Langue），每个部门都有自己的宫殿（Auberge）。瓦莱塔成立后建立了7个行宫，后来在18世纪增加了一个行宫。
在大教长安托万·德·保勒时期，骑士团决定建造更多的防御工事来保卫城市，这些工事以设计者弗洛里亚尼（Floriani）的名字命名，不久之后，一座新的城镇在瓦莱塔城墙和弗洛里亚纳防线之间形成，这就是现在的弗洛里亚纳。
1634年，瓦莱塔发生火药厂爆炸事件，造成22人死亡。1749年，当地的穆斯林奴隶密谋杀死骑士团大教长曼努埃尔·平托并接管瓦莱塔，最终因为计划泄露，起义遭到镇压。
到1775年，在弗兰西斯科·希梅内斯统治时期，再次出现了一次牧师领导的起义，起义者占领了圣埃尔莫要塞和圣詹姆斯要塞，不过最终还是被镇压了。

### 法国和英国的统治

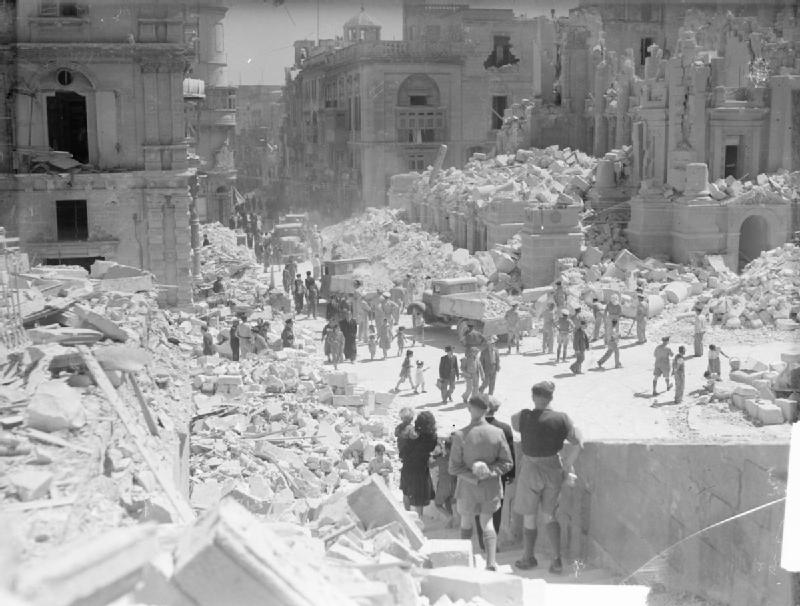
1942年5月遭遇空袭之后的瓦莱塔

1798年拿破仑率领的法国军队入侵马耳他岛并且驱逐了骑士团，虽然有马耳他人进行抗争，但法国人还是在接下来两年中维持了对瓦莱塔和周边海港地区的占领。1800年9月，法国驻军向英国投降。之后英国派往当地的民政官员亨利·皮戈特考虑拆除瓦莱塔市的防御工事，但一直没有实施。
英国统治下的瓦莱塔发展平稳，进行了一系列的市政建设，包括拓宽城门、拆除并重建房屋以及安装市政设施。在1883年，连接马耳他和姆迪纳的铁路正式开通。到1931年，公共汽车成为主流的交通工具之后，铁路关闭。
1939年，由于过于接近意大利，皇家海军地中海舰队的总部从瓦莱塔撤离到埃及的亚历山大港。之后开始了长达两年的马耳他战役，这座城市遭遇德国和意大利空军的多次空袭，并且造成了严重的破坏，其中最著名的就是城门附近的皇家歌剧院。

### 当代
1980年，第24届国际象棋奥林匹克在瓦莱塔举行。
1980年，瓦莱塔市和散落马耳他各地的巨石神庙以及哈尔·萨夫列尼地下宫殿一起被联合国教科文组织列为世界遗产。
2015年11月11日，瓦莱塔举行了瓦莱塔移民峰会，欧洲和非洲领导人讨论了欧洲移民危机的问题。
2015年11月27日，瓦莱塔举办了2015年英联邦首脑会议。
瓦莱塔是2018年欧洲文化之都。

## 地理
瓦萊塔位於馬耳他本島東部沿岸的半島之上，兩側為天然海港马尔萨姆谢特港及格兰德港，是全國的主要海港。貨物起卸區設於马尔萨，而郵輪客運站則設在瓦莱塔海滨的旧海堤沿线。

### 气候
瓦莱塔是典型的地中海气候，夏季炎热干燥，冬季温和潮湿。年平均气温略高于19°C。瓦莱塔在夏季缺乏降水，冬季则降水较多。冬季的气温由于周边海水的影响而相当温和。马耳他的官方气候记录站位于几英里外的卢加机场（Luqa Airport）。
| 卢加机场, Malta 1981-2010 (records 1947-present)                             | 卢加机场, Malta 1981-2010 (records 1947-present) | 卢加机场, Malta 1981-2010 (records 1947-present) | 卢加机场, Malta 1981-2010 (records 1947-present) | 卢加机场, Malta 1981-2010 (records 1947-present) | 卢加机场, Malta 1981-2010 (records 1947-present) | 卢加机场, Malta 1981-2010 (records 1947-present) | 卢加机场, Malta 1981-2010 (records 1947-present) | 卢加机场, Malta 1981-2010 (records 1947-present) | 卢加机场, Malta 1981-2010 (records 1947-present) | 卢加机场, Malta 1981-2010 (records 1947-present) | 卢加机场, Malta 1981-2010 (records 1947-present) | 卢加机场, Malta 1981-2010 (records 1947-present) | 卢加机场, Malta 1981-2010 (records 1947-present) |
| 月份                                                                         | 1月                                              | 2月                                              | 3月                                              | 4月                                              | 5月                                              | 6月                                              | 7月                                              | 8月                                              | 9月                                              | 10月                                             | 11月                                             | 12月                                             | 全年                                             |
| ---------------------------------------------------------------------------- | ------------------------------------------------ | ------------------------------------------------ | ------------------------------------------------ | ------------------------------------------------ | ------------------------------------------------ | ------------------------------------------------ | ------------------------------------------------ | ------------------------------------------------ | ------------------------------------------------ | ------------------------------------------------ | ------------------------------------------------ | ------------------------------------------------ | ------------------------------------------------ |
| 历史最高温 °C（°F）                                                          | 22.2 (72.0)                                      | 26.7 (80.1)                                      | 33.5 (92.3)                                      | 30.7 (87.3)                                      | 35.3 (95.5)                                      | 41.3 (106.3)                                     | 42.7 (108.9)                                     | 43.8 (110.8)                                     | 37.4 (99.3)                                      | 34.5 (94.1)                                      | 28.2 (82.8)                                      | 24.3 (75.7)                                      | 43.8 (110.8)                                     |
| 平均高温 °C（°F）                                                            | 15.6 (60.1)                                      | 15.6 (60.1)                                      | 17.3 (63.1)                                      | 19.8 (67.6)                                      | 24.1 (75.4)                                      | 28.6 (83.5)                                      | 31.5 (88.7)                                      | 31.8 (89.2)                                      | 28.5 (83.3)                                      | 25.0 (77.0)                                      | 20.7 (69.3)                                      | 17.1 (62.8)                                      | 23.0 (73.4)                                      |
| 日均气温 °C（°F）                                                            | 12.8 (55.0)                                      | 12.5 (54.5)                                      | 13.9 (57.0)                                      | 16.1 (61.0)                                      | 19.8 (67.6)                                      | 23.9 (75.0)                                      | 26.6 (79.9)                                      | 27.2 (81.0)                                      | 24.7 (76.5)                                      | 21.5 (70.7)                                      | 17.7 (63.9)                                      | 14.4 (57.9)                                      | 19.3 (66.7)                                      |
| 平均低温 °C（°F）                                                            | 9.9 (49.8)                                       | 9.4 (48.9)                                       | 10.6 (51.1)                                      | 12.4 (54.3)                                      | 15.5 (59.9)                                      | 19.1 (66.4)                                      | 21.7 (71.1)                                      | 22.6 (72.7)                                      | 20.8 (69.4)                                      | 18.1 (64.6)                                      | 14.6 (58.3)                                      | 11.6 (52.9)                                      | 15.5 (59.9)                                      |
| 历史最低温 °C（°F）                                                          | 1.4 (34.5)                                       | 1.7 (35.1)                                       | 2.2 (36.0)                                       | 4.4 (39.9)                                       | 8.0 (46.4)                                       | 12.6 (54.7)                                      | 15.5 (59.9)                                      | 15.9 (60.6)                                      | 13.2 (55.8)                                      | 8.0 (46.4)                                       | 5.0 (41.0)                                       | 2.1 (35.8)                                       | 1.4 (34.5)                                       |
| 平均降雨量 mm（）                                                            | 98.5 (3.88)                                      | 60.1 (2.37)                                      | 44.2 (1.74)                                      | 20.7 (0.81)                                      | 16.0 (0.63)                                      | 4.6 (0.18)                                       | 0.3 (0.01)                                       | 12.8 (0.50)                                      | 58.6 (2.31)                                      | 82.9 (3.26)                                      | 92.3 (3.63)                                      | 109.2 (4.30)                                     | 595.8 (23.46)                                    |
| 平均相對濕度（％）                                                           | 79                                               | 79                                               | 79                                               | 77                                               | 74                                               | 71                                               | 69                                               | 73                                               | 77                                               | 78                                               | 77                                               | 79                                               | 76                                               |
| 月均日照時數                                                                 | 159.0                                            | 171.0                                            | 224.0                                            | 247.0                                            | 300.0                                            | 328.0                                            | 365.0                                            | 338.0                                            | 260.0                                            | 221.0                                            | 185.0                                            | 156.0                                            | 2,954                                            |
| 来源1：Meteo Climate (1981-2010 Data)                                        |                                                  |                                                  |                                                  |                                                  |                                                  |                                                  |                                                  |                                                  |                                                  |                                                  |                                                  |                                                  |                                                  |
| 来源2：German Meteorological Service (sunshine duration 1961-1990) NSO Malta |                                                  |                                                  |                                                  |                                                  |                                                  |                                                  |                                                  |                                                  |                                                  |                                                  |                                                  |                                                  |                                                  |

## 政治
瓦莱塔拥有国家政府和地方政府两级架构。

### 地方政府
瓦莱塔地方议会成立于1993年，第一次地方市政选举在1993年11月20日举行，之后基本上每隔3-4年举行一次。最近的一次选举是在2019年。现任的马耳他市长是隶属于工党的Alfred Zammit。

### 国家政府

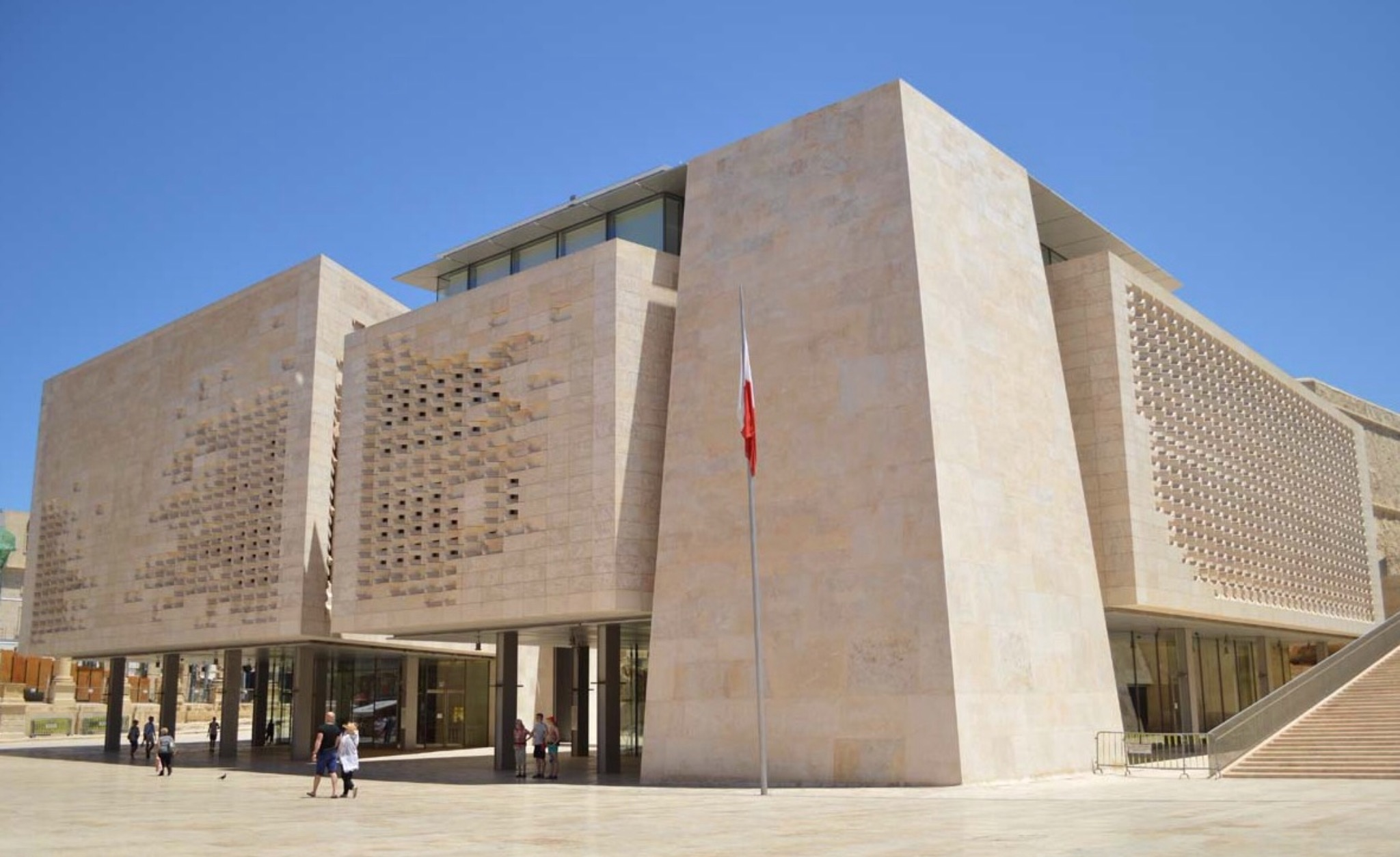
马耳他国会大厦

作为马耳他的首都，也是该国的行政和商业中心，2015年以来，马耳他国会一直位于城市入口附近的马耳他国会大厦，之前则位于大教长宫。目前大教长宫是马耳他总统办公室的所在地。而卡斯蒂亚宫则是马耳他总理办公室所在地。法院大楼和其他政府部门也都位于瓦莱塔。

## 市容和建筑
瓦萊塔城內有多座古建築，聚集了咖啡室、餐廳、銀行、酒店、政府辦公室等。碉堡改設為公園，供遊人觀賞海港以及馬耳他島上的景色。瓦莱塔的街道和广场风格呈现出16世纪中叶的巴洛克式风格到现代主义风格。瓦莱塔是岛上的文化中心，拥有独特的教堂、宫殿和博物馆作为主要的旅游景点。1830年，后来的英国首相本杰明·迪斯雷利访问这里的时候说瓦莱塔是一座“由绅士为绅士建造的宫殿之城（a city of palaces built by gentlemen for gentlemen）”，并认为瓦莱塔在高贵建筑品质上面跟其他欧洲国家首都不相上下。他在信件中也说瓦莱塔堪比威尼斯和加的斯两座城市，充满了堪比帕拉迪奥的宫殿。

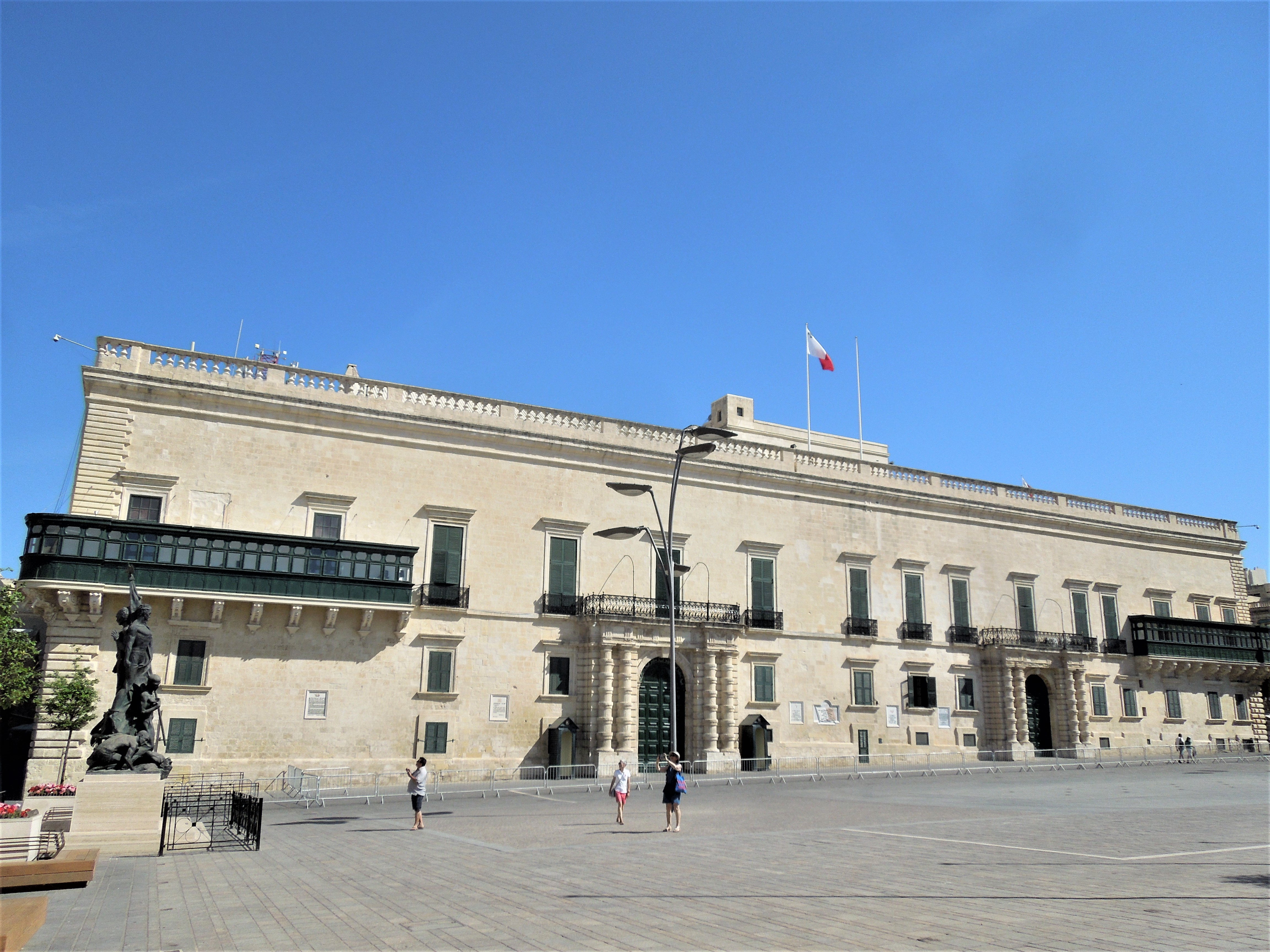
大教长宫

最具历史意义的建筑是圣约翰教堂，之前是作为马耳他骑士团的修道院教堂使用。在这里拥有米开朗基罗·梅里西·达·卡拉瓦乔的唯一签名作品和最大的画作。卡斯蒂亚和莱昂宫原来是马耳他骑士团卡斯蒂利亚、莱昂和葡萄牙分部的官方所在地，现在是马耳他总理办公室。大教长宫建于1571年到1574年，是原骑士团大教长的居住地，也曾经作为马耳他国会所在地，现在仍然是马耳他总统办公室所在地。
马耳他国家美术博物馆可以追溯到1570年代后期的洛可可式宫殿，从1820年代开始是英国地中海舰队总司令官邸。马诺埃尔剧院（Teatru Manoel）是1731年根据大教长安东尼奥·马诺埃尔的命令在短短十个月之内建成的，也是欧洲最古老的剧院之一。地中海会议中心的前身是Sacra Infermeria，是文艺复兴时期欧洲最著名的医院之一。港口的防御工事由骑士团建造，包括了一系列宏伟的堡垒、半堡垒、要塞、帷帐等组成，高度约100米，成为这座城市的独特建筑风景。

## 经济
欧盟统计局（Eurostat）估计2015年大瓦莱塔地区的劳动人口为91000人，约占整个马耳他总劳动人口不到50%。从行业来说，旅游业是马耳他和瓦莱塔最重要的行业之一。旅游区主要位于格兰德港周边的区域。另外经过数年规划之后，在格兰德港已经兴建完成了邮轮码头。另外瓦莱塔当地还有一家出版社Allied Newspaper Itd，这家出版社出版两种报纸，分别是马耳他时报和马耳他星期日时报。

## 交通

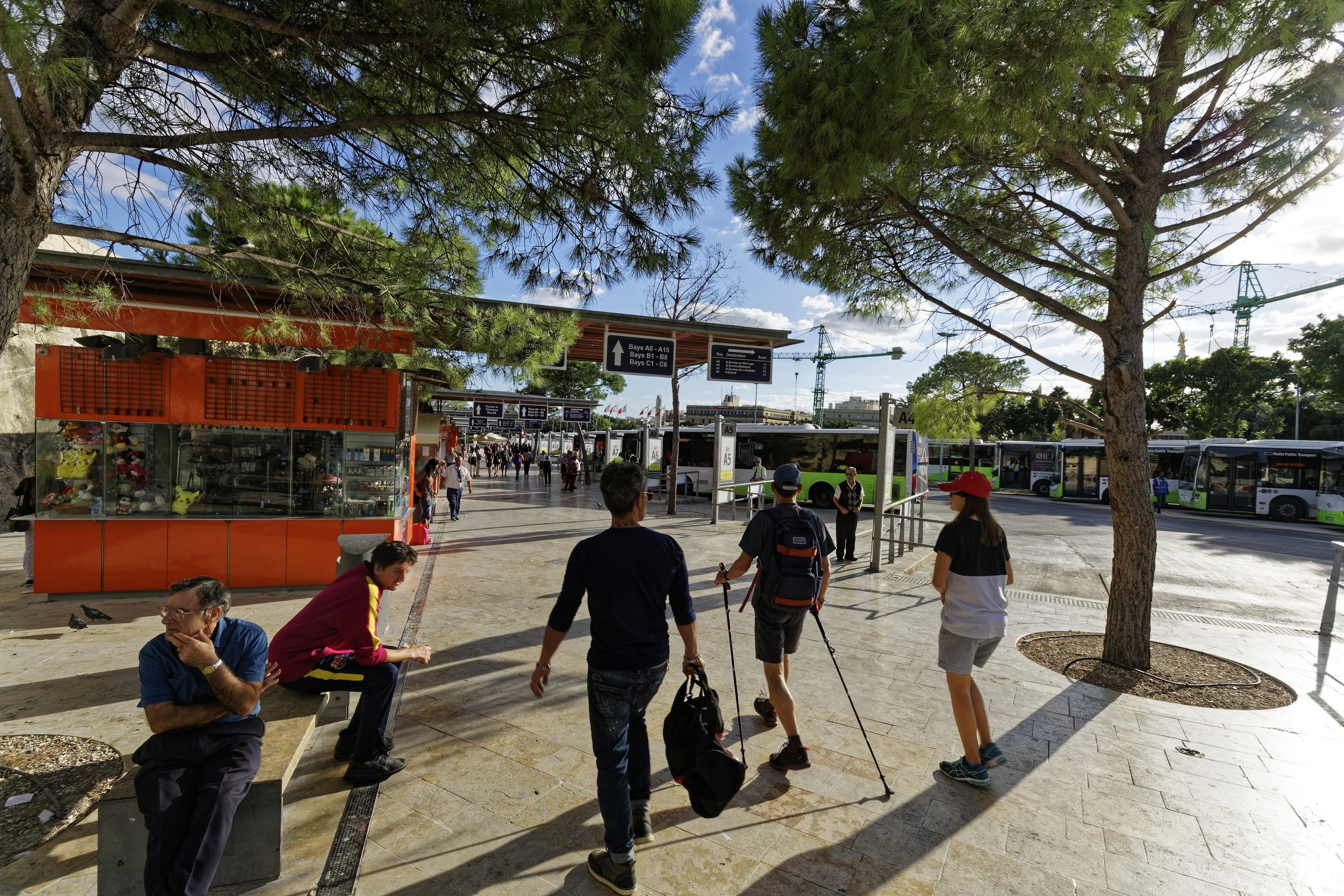
馬耳他公交车站

瓦萊塔面積只有0.55平方公里，只相若於世界其他較大國家的小區。作為馬耳他國家首都，瓦萊塔是國家的行政、商業中心，也是全國的運輸樞紐。馬耳他的公共運輸系統依靠陸路，主要的公共交通工具是巴士，而全國大部分的巴士路線都會經過瓦萊塔城門外的巴士總站。城內要駕駛汽車受到一定的限制，部分主要道路劃為行人專用區。

## 文化
瓦莱塔被指定为2018年欧洲文化之都，在这一年中，瓦莱塔会举办四广场（Erba' Pjazez）活动，也就是说在城市的四个广场举办各种文化表演。除此之外，还会有一个公共艺术装置Kif Jgħid il-Malti的揭幕仪式，这个装置以石膏制成，上面写着众多的马耳他语谚语，提醒大众关于语言遗产的保护。

### 建筑
圣詹姆斯要塞最初就是一个凸起的防御工事，从2000年开始作为马耳他千禧计划的一部分进行改建，成为一个新的创意中心，现在包括了一个剧院，一个电影院以及音乐室和画廊。定期举办各种展览。从开业以来，接待过超过100万的游客。

### 节庆活动
瓦莱塔国际巴洛克音乐节在每年一月举行。在马耳他的海峡街（Strait Street），世界大战期间经常有盟军水手光顾，因此引入了爵士音乐。同样马耳他爵士音乐节也会在这里举行。
马耳他狂欢节每年都会举行，时间是在二月，直到四旬期。1823年的狂欢节出现了人流踩踏悲剧，导致110名男孩丧生。
马耳他其他宗教节日包括
- 2月10日卡梅尔山的圣母（英语：Our Lady of Mount Carmel）节
- 7月16日圣保禄节
- 8月4日或之前庆祝圣道明的盛宴
- 复活节后的第三个星期日庆祝圣奥古斯丁节

### 教育
马耳他大学瓦莱塔校区位于旧大学大楼，是姆西达校区的延伸，专门提供国际硕士课程。
另有一所教会学校圣阿尔伯特大帝学校位于瓦莱塔，校长是另类民主政治家马里奥·马利亚（Mario Mallia）。

### 体育
瓦萊塔也因瓦莱塔足球俱乐部而知名

### 大众文化
- 美国小说家尼克拉斯·利纳尔迪（Nicholas Rinaldi）的小说《马耳他的点唱机女王（英语：The Jukebox Queen of Malta）》。
- 1988年电子游戏神偷卡门在欧洲哪里（Where in Europe Is Carmen Sandiego?）中瓦莱塔是玩家可以前往的城市。
- 帝国时代III战役模式中，瓦莱塔和周边地区是主角摩根·布莱克的基地，出场于头两个关卡。
- 2005年，斯蒂芬·斯皮尔伯格電影《慕尼黑》部分場景在瓦萊塔拍攝。
- 2010年游戏细胞分裂：断罪序章在瓦莱塔展开，玩家可以体验到漫步瓦莱塔的市景。

## 友好城市
巴勒莫